# Toghon Temür
Toghon Temür (25 maggio 1320 – Yingchang, 23 maggio 1370) conosciuto anche col nome mongolo di Ukhaantu Khan (mongolo classico: Uqaɣantu qaɣan; mongolo Khalkha: Ухаант хаан Uhaant haan) o Toghun Temür (Тогоонтөмөр), o con il nome cinese di Huìzōng (惠宗), è stato imperatore della Cina dal 1333 al 1368, ultimo della dinastia mongola degli Yuan.

## Biografia

### Prima dell'ascesa
Toghun Temür nacque dall'Imperatore Kuśala mentre si trovava in Asia centrale a causa delle rivolte nazionali. La madre di Toghun Temür apparteneva alla tribù dei Mailaiti, discendenti di Arslan, capo della tribù Qarluq.
A seguito dello scoppio della guerra civile, nel 1328, dopo la morte di Yesün Temür Khan, egli seguì il padre ed entrò a Shangdu attraverso la Mongolia. Quando Kuśala morì suo fratello maggiore Tugh Temür venne nominato imperatore, il giovane Hui Zong, venne tenuto lontano dalla corte ed esiliato a Goryeo e poi a Guangxi. Mentre si trovava in esilio, venne giustiziata la sua matrigna Babusha. 

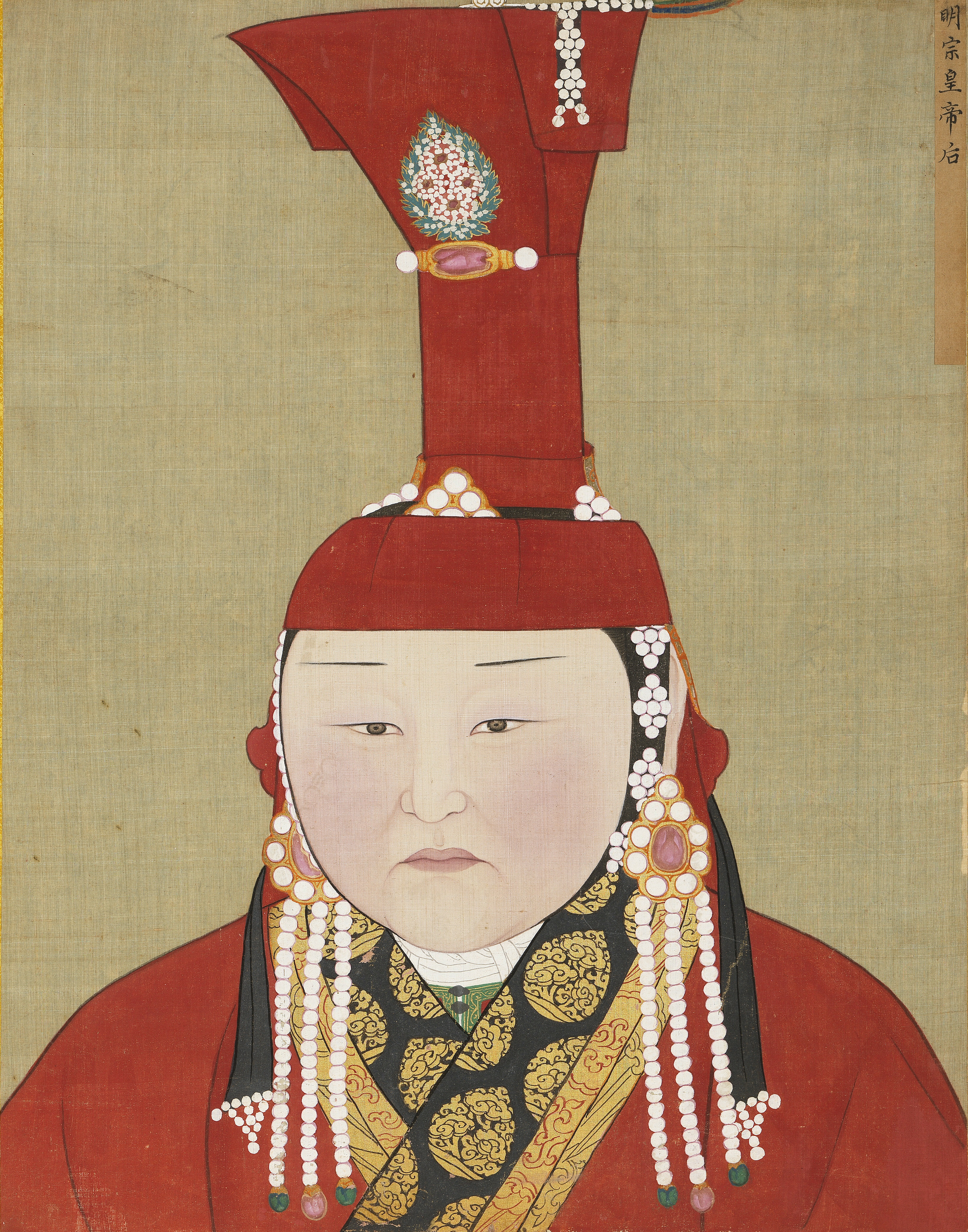
Un possibile ritratto di Babusha, matrigna di Toghan-Temur.

Nel 1332 quando Tugh Temür morì, la sua vedova Budashiri rispettò la sua volontà di nominare suo successore al trono imperiale il figlio di Kuśala anziché suo figlio El Tegüs. Ma non fu ancora Toghun Temür a divenire imperatore, bensì il suo fratellastro maggiore Rinchinbal. Rinchinbal morì dopo appena due mesi di governo ed il reggente de facto, El Temür, tentò di nominare imperatore El Tegüs, ma sempre in rispetto delle volontà del defunto imperatore Budashiri rifiutò. Come risultato, Toghun Temür venne richiamato da Guangxi a corte.
El Temür temeva che Toghun Temür, troppo adulto per poter essere facilmente manipolato, avrebbe mirato ad eliminarlo in quanto egli era il principale sospettato dell'assassinio del padre di Toghun Temür, Kuśala. La salita al trono imperiale di Toghun Temur venne posticipata di sei mesi da El Temür e lo stesso Toghun Temür poté effettivamente accedere al trono nel 1333, alla morte di El Temür.

### Le lotte durante il primo periodo di regno
Toghun Temür nominò suo cugino El Tegüs come principe ereditario, sotto la guida della madre Budashiri, sino alla sua morte, anche se non poté mai avere effettivamente potere, pressato com'era dalle preponderanti figure dei signori della guerra, tra i quali spiccava Bayan. Aveva prestato servizio come ministro del Segretariato, avendo già represso una ribellione organizzata dal figlio di El Temür. Durante il suo governo dispotico, Toghun Temür si guadagnò una pessima nomea a causa dei molti stermini e dell'abolizione dell'esame imperiale, che precedentemente garantiva che una condanna a morte passasse comunque sotto l'osservazione dell'Imperatore prima della sua effettiva esecuzione.
Nel frattempo il potere di Toghun Temür cresceva e andava sempre più contro la politica di Bayan, signore della guerra. Nel 1340 si alleò con il nipote di Bayan, Toghtogha, lui stesso in disaccordo con Bayan. L'occasione diede la possibilità di porre El Tegüs e Budashiri fuori dalla corte imperiale, assieme ad un largo numero di ufficiali e amministratori in modo da poter dominare completamente la situazione.

### L'amministrazione del regno
Dopo aver tolto di mezzo Bayan, suo nipote Toghtogha si prodigò per aiutare il più possibile l'Imperatore di cui divenne un fedelissimo. Il giovane Imperatore volle immediatamente distinguere la propria epoca da quelle precedenti inaugurando una nuova era, Zhizheng (至正) ed assunse il nome cinese di Hui Zong col quale ancora oggi è conosciuto. Gran parte dei letterati e degli ufficiali cacciati da Bayan vennero richiamati dall'esilio e venne restaurato l'esame imperiale come metodo di giudizio.
Toghtogha era interessato anche alla storia del proprio paese e fu così che diede ordine di stendere una lunghissima cronistoria che comprendeva i regni delle dinastie Liao, Jin e Song che venne completata solo nel 1345.
Ad un certo punto, Toghtogha nel, giugno 1344, diede le dimissioni dai propri incarichi con l'approvazione di Toghun Temür, il che pose fine di fatto alla prima fase dell'amministrazione di Hui Zong (Toghun Temur). Nel 1347 Toghun Temür (Hui Zong) prescelse a proprio consigliere Yesün Temür, ma dovette richiamare Toghtogha nel 1349.

### Disordini nell'ultima parte del regno
Attorno al 1350, la popolazione delle campagne cinesi subì ripetuti disastri ambientali; allagamenti e terremoti avevano portato il popolo alla fame, e il governo cercava il più possibile di portare aiuto a queste aree già povere di per sé. Inoltre, un commercio illecito del sale, che si differenziava per prezzo dal monopolio di stato, portò, nel 1348, ad una ribellione, che con un effetto domino, fece scoppiare a sua volta altre rivolte in tutto l'Impero cinese.
Nel 1354, quando Toghtogha si premurò personalmente di guidare un grande esercito per sconfiggere la grande Rivolta dei Turbanti Rossi iniziata nel 1351, Toghun Temür dovette subito licenziarlo nel tentativo di placare diplomaticamente la situazione. La risposta però fu negativa, ed il governo centrale iniziò a dare i primi segni di cedimento e l'unica soluzione fu ripiegare sui signori della guerra locali.
L'Imperatore stesso, gradualmente, cessò di interessarsi alla politica e di intervenire nelle questioni politiche. Suo figlio Ayushiridar, che era divenuto principe ereditario nel 1353, tentò di rovesciare il padre, ma incontrò la fiera opposizione degli alleati di Toghun Temür. Nel 1364 il signore della guerra Bolad Temür occupò Dadu ed espulse il principe ereditario dal suo palazzo invernale. In alleanza con il signore della guerra di Henan, Köke Temür, Ayushiridar, nel 1365 sconfisse Bolad Temür. Questi conflitti interni, peggiorarono ulteriormente la situazione politica dello stato e la forza militare del governo centrale.

### La ritirata verso il nord
Dopo aver unificato i gruppi di ribelli della Cina meridionale ed aver fondato la dinastia Ming, Zhu Yuanzhang condusse una spedizione militare nel nord della Cina, sconfiggendo nel 1368 l'esercito della dinastia Yuan. Quando Köke Temür perse diverse battaglie contro il generale Ming Xu Da e le truppe Ming si stavano avvicinando a Hebei, Toghun Temür abbandonò Dadu e si recò nel suo palazzo estivo di Shangdu.
Nel 1369 mentre anche Shangdu venne occupata dai Ming, Toghun Temür si portò ancora più a nord nella città di Yingchang, nell'attuale Mongolia interna, dove morì nel 1370. Suo figlio Ayushiridara gli succedette non al trono di Cina, ormai passato ai Ming, ma a quello della dinastia Yuan, ritirandosi a Karakorum. La dinastia Yuan continuò dunque a regnare sulla Mongolia e rimase pretendente al titolo di Imperatore della Cina.
All'epoca della sua morte, il suo impero mongolo deteneva ancora una certa importanza dominando il Mar del Giappone e i Monti Altaj, punti strategici anche per l'espansione dell'Impero cinese.

### Relazioni con altre nazioni

#### Stato Pontificio
Papa Giovanni XXII e papa Benedetto XII riuscirono durante questa stessa epoca ad estendere, tra il 1317 ed il 1343, una rete di chiese cattoliche nel territorio dell'Impero mongolo, dalla penisola di Crimea alla Cina. L'arcivescovo di Khanbaligh, Giovanni da Montecorvino, morì nel 1328 e la Chiesa colse l'occasione per intensificare con una nuova nomina i rapporti con la comunità cristiana in Cina, inviando nel 1338 un'ambasceria presso l'Imperatore guidata da Giovanni de' Marignolli che durò per ben 3 anni. Portò con sé diversi doni del pontefice all'Imperatore tra i quali spiccavano diversi cavalli di razza.

#### Sultanato di Delhi
Attorno al 1338, il sultano Muhammad bin Tughluq di Delhi nominò il viaggiatore marocchino Ibn Battuta quale suo ambasciatore presso la corte degli imperatori Yuan in Cina. Per aprire degnamente i negoziati tra i due paesi, il sultano inviò 200 schiavi indù all'Imperatore cinese. Presso i piani di Doab, ad ogni modo, l'ambasceria (che si stava dirigendo in Cina), venne attaccata da dei ribelli indù. La cavalleria imperiale uccise tutti e 4.000 gli assalitori, perdendo solo 78 uomini. Ibn Battuta venne separato dal gruppo, catturato e successivamente riuscì a scappare ed a giungere in Cina anche se la sua presenza sembrava ormai inappropriata.

#### Giappone
Quando i coreani catturarono un pescatore che svolgeva la professione di spia per conto dei giapponesi, la corte di Goryeo inviò il prigioniero a Toghan-Temur il quale, stupendo tutti, preferì rilasciarlo permettendogli di tornare in patria. In riconoscimento di questo grande gesto di umanità anche verso i propri nemici, lo shogunato Ashikaga inviò un'ambasceria di monaci ad esprimere all'Imperatore cinese la gratitudine del Giappone con molti e ricchi doni.